# 2024 en hockey sur gazon
| Années du hockey sur gazon : 2021 - 2022 - 2023 - 2024 - 2025 - 2026 - 2027    |
| Décennies du hockey sur gazon : 1990 - 2000 - 2010 - 2020 - 2030 - 2040 - 2050 |

Cet article présente les faits marquants de l'année 2024 en hockey sur gazon.

## Chronologie Mensuelle

### Janvier
- 20 janvier : À Valence la Belgique a battu l’Espagne sur le score de 2-1 au Tournoi de qualification pour les Jeux Olympiques féminin.
- 28 janvier : À Louvain le Léopold gagne le championnat de Belgique Indoor contre l’Orée sur le score de 9-4.

### Mai
- 11 mai : Au Wilrijkse Plein, La Gantoise gagne la finale aller du Championnat de Belgique face au Waterloo Ducks sur le score de 7-1.
- 12 mai :
  - La Gantoise devient Champion de Belgique pour la deuxième fois consécutive, en battant le Waterloo Ducks 9-4 en 2 matchs.
  - Lille devient Champion de France pour la 16e fois de leurs histoires en battant Montrouge 1-1 puis 3-0 au Shoot-Out.
- 26 mai : SV Kampong devient Champion des Pays-Bas pour la 9e fois de leurs histoires en battant Rotterdam 4-3 en 2 matchs.

## Décès
- 10 mai : décès à 82 ans de Patrick Nilan joueur australien, médaillé d'argent et de bronze olympique (1964, 1968).
- 23 juin : décès à 77 ans de Michael Krause joueur ouest allemand.
- 1er août : décès à 83 ans de Peter Kraus joueur allemand, médaillé d’or au 1972.
- 12 août : décès à 81 ans de Fritz Schmidt joueur allemand, médaillé d’or au 1972.